# Oier Lazkano
Oier Lazkano (Vitoria, 7 de novembro de 1999) é um ciclista espanhol, profissional desde 2020, que atualmente corre para a equipa Caja Rural-Seguros RGA de categoria UCI ProTeam.
Dantes de seu passo a profissionais ganhou o Troféu Eusebio Vélez, a Volta a Palencia e a Santikutz Klasika em 2019.

## Palmarés
- 2020
  - 1 etapa da Volta a Portugal[3]